# Le Havre (filme)
Le Havre é um filme de drama franco-teuto-finlandês de 2011 dirigido e escrito por Aki Kaurismäki.
Foi selecionado como representante da Finlândia à edição do Oscar 2012, organizada pela Academia de Artes e Ciências Cinematográficas.

## Elenco
- André Wilms - Marcel Marx
- Kati Outinen - Arletty
- Jean-Pierre Darroussin - Monet
- Blondin Miguel - Idrissa
- Elina Salo - Claire
- Evelyne Didi - Yvette
- Quoc Dung Nguyen - Chang
- Laika - Laika
- François Monnié - Grocer